# Comment te dire adieu
«Comment te dire adieu» (с фр. — «Как сказать тебе прощай») ― французская адаптация песни «It Hurts to Say Goodbye», исполненная певицей Франсуазой Арди в 1968 году.

## История создания
Изначальная англоязычная версия была написана Арнольдом Голандом и американским продюсером и автором песен Джейкобом «Джеком» Голдом. В 1966 году она была записана Маргарет Уайтинг для её альбома The Wheel of Hurt. В 1967 году песня в исполнении Веры Линн достигла 7-го места в чарте Billboard Adult Contemporary.
Франсуаза Арди услышала американскую инструментальную версию песни, а её менеджер попросил Сержа Генсбура написать текст для неё. Получившаяся песня «Comment te dire adieu» была объединена с инструментальной аранжировкой Каравелли, и включена в альбом Арди 1968 года. Она также записала песню на итальянском и немецком языках.

## Трек-лист

### French SP
- Production Asparagus/Disques Vogue/Vogue international industries (V.45-1552), 1968.
  - A-side: «Comment te dire adieu» («It Hurts to Say Goodbye»), (ad. lyrics from Jack Gold: Serge Gainsbourg / music: Arnold Goland, arr. S. Gainsbourg) — 2:25
  - B-side: «L’Anamour» (lyrics and music: Serge Gainsbourg) — 2:14

### English SP
- Asparagus Production/United Artists (UP 35011), 1969.
  - A-side: «Comment te dire adieu» («It Hurts to Say Goodbye»), (ad. lyrics from Jack Gold: Serge Gainsbourg / music: Arnold Goland, arr. S. Gainsbourg) — 2:25
  - B-side: «La Mer, les étoiles et le vent» (lyrics and music: Françoise Hardy) — 1:50

### French EP
- Production Asparagus/disques Vogue/Vogue international industries (EPL 8652), 1968.
  - A1: «Comment te dire adieu» («It Hurts to Say Goodbye»), (ad. lyrics from Jack Gold: Serge Gainsbourg / music: Arnold Goland, arr. S. Gainsbourg) — 2:25
  - A2: «Il vaut mieux une petite maison dans la main, qu’un grand château dans les nuages» (lyrics: Jean-Max Rivière / music: Gérard Bourgeois) — 2:23
  - B1: «Suzanne», (ad. lyrics from Leonard Cohen: Graeme Allwright / music: L. Cohen) — 3:08
  - B2: «La Mer, les étoiles et le vent» (lyrics and music: Françoise Hardy) — 1:50

## Другие версии
Песня была записана в 1989 году бывшим участником группы Bronski Beat и The Communards, Джимми Сомервиллом в дуэте с Джун Майлз-Кингстон. Она стала хитом в Великобритании, достигнув 14-го места в UK singles chart, что помогло взлететь сольной карьере Сомервиля.
В 2016 году бельгийская певица Кейт Райан записала свою версию песни и выпустила её в качестве отдельного сингла через iTunes 24 июня 2016 года.
Свои версии песни также записали Уолтер Вандерлей, Каравелли, Анни-Фрид Лингстад, Аида Ведищева, Джейн Биркин, Илона Чакова, Pomplamoose и другие.